# Eugènia Broggi i Samaranch
Eugènia Broggi i Samaranch (Barcelona, 1974) és una editora catalana, fundadora de L'Altra Editorial. Actualment, és vocal de la junta directiva de l'Associació d'Editors en Llengua Catalana. Formada en Filologia Romànica, va ser lectora de l'Editorial Anagrama entre els anys 2002 i 2004 i, entre 2004 i 2013, editora del Grup 62 de segells com El Aleph Editores, Editorial Empúries o Labutxaca. Des de 2014, és fundadora i directora de L'Altra Editorial.